# Theo Merkel
Theo Merkel (* 16. April 1934 in Ruhpolding; † 25. Dezember 2002) war ein deutscher Skilangläufer, Kombinierer, Sportschütze und einer der Pioniere des deutschen Biathlonsports.

## Entwicklung

### Aktiver Sportler
Merkel begann seine Wintersport-Karriere als Langläufer und Kombinierer. 1951 gewann er in beiden Disziplinen die deutschen Juniorenmeisterschaften. Vergleichsweise spät im Alter von 27 Jahren wechselte er zum sich gerade erst entwickelnden Biathlon, wo er zwei seiner Sportarten, das Schießen und den Skilanglauf, verbinden konnte. Trotzdem nahm er auch an den Nordischen Skiweltmeisterschaften 1966 in Garmisch-Partenkirchen teil und wurde dort 20.
1967 startete Merkel bei den Biathlon-Weltmeisterschaften in Altenberg und 1970 in Östersund. 1967 belegte die Staffel in der Besetzung mit Theo Merkel, Herbert Hindelang, Xaver Kraus und Gerhard Gehring jeweils den zweiten Platz in der Deutschen und der Bayerischen Meisterschaft.
Als Sportschütze war er Gaumeister des Schützengaus Traunstein. Für die Fußballmannschaft des SV Ruhpolding spielte er noch bis zum Alter von 35 Jahren als Mittelläufer.
Als Angehöriger der Zollmannschaft nahm Merkel an zwei Olympischen Winterspielen teil. In Grenoble 1968 belegte er im Einzelwettkampf den 12. Platz und kam mit der Staffel auf den neunten Platz.
Im Skilanglauf wurde Merkel 1969 mit seinem Bruder Hubert Merkel, Herbert Steinbeißer und Karl Zellner als Vertretung des SC Ruhpolding Deutscher Vereinsstaffelmeister über 4 × 10 km. Im Jahr 1975 gewann die Ruhpoldinger Staffel die Bayerischen Meisterschaften.
Im Jahr 1972 nahm Theo Merkel in Sapporo im Alter von 37 Jahren zum zweiten Mal an Olympischen Winterspielen teil. Dabei lag er zunächst auf Medaillenrang, bis das Rennen wegen einbrechenden Nebels abgebrochen wurde. Am folgenden Tag konnte er nur noch den 50. Platz erreichen.

### Organisator
Nach seiner aktiven Karriere blieb Merkel dem Biathlonsport über Jahrzehnte verbunden. Er war sowohl in seinem Verein, als auch beim Skiverband Chiemgau Jugendtrainer, war Biathlonreferent des Skiverbandes Chiemgau und des Bayerischen Skiverbandes und über Jahrzehnte Leiter des Schießstandes des Biathlonstadions Ruhpolding. Hier war er bei Biathlon-Weltmeisterschaften, Juniorenweltmeisterschaften, Biathlon-Weltcups und anderen Veranstaltungen für den Schießstand zuständig. Er war Ehrenmitglied des Skiclubs Ruhpolding. Nicht zuletzt dem Engagement Merkels ist es zu verdanken, dass sich Ruhpolding zu einer der Biathlonhochburgen weltweit entwickelt hat. Als Trainer betreute er unter anderem Andreas Birnbacher.
Im Andenken an den früh nach längerer schwerer Krankheit verstorbenen Sportler, Trainer und Funktionär wird vom SC Ruhpolding jährlich der Theo-Merkel-Gedächtnispreis ausgetragen.
An einem Gedenkstein in der Chiemgau-Arena hat der SC Ruhpolding eine bronzene Gedenktafel anbringen lassen.

## Belege
1. ↑  Chronik des SC Riuhpolding.

| Personendaten    | Personendaten                                                                        |
| ---------------- | ------------------------------------------------------------------------------------ |
| NAME             | Merkel, Theo                                                                         |
| KURZBESCHREIBUNG | deutscher Skilangläufer, Kombinierer, Sportschütze, Biathlet, Trainer und Funktionär |
| GEBURTSDATUM     | 16. April 1934                                                                       |
| GEBURTSORT       | Ruhpolding                                                                           |
| STERBEDATUM      | 25. Dezember 2002                                                                    |